# Mick Taylor
Michael Kevin „Mick” Taylor (ur. 17 stycznia 1949 w Welwyn Garden City) – angielski muzyk, członek John Mayall's Bluesbreakers i The Rolling Stones. Zyskał miano dobrego gitarzysty z upodobaniem do bluesa i rhythm and bluesa, dobrze również grał na gitarze slide.
W zespole The Rolling Stones grał od czerwca 1969 do grudnia 1974. Jako jeden z powodów rezygnacji grania z The Rolling Stones podaje fakt, iż Jagger i Richards podpisywali się pod jego kompozycjami jako autorzy. Od czasu jego rezygnacji z członkostwa w The Rolling Stones pracował z wieloma innymi artystami, jak również nagrał kilka solowych albumów.
W 2012 i 2013 ponownie pojawił się na scenie z The Rolling Stones w ramach trasy koncertowej 50 & Counting z okazji 50-lecia powstania zespołu. Wziął udział w Experience Hendrix Tribute Tour, tournée poświęconemu Jimiemu Hendrixowi.

## Wybrana filmografia
- „Stones in Exile” (2010, film dokumentalny, reżyseria: Stephen Kijak)[4]
- „Crossfire Hurricane” (2012, film dokumentalny, reżyseria: Brett Morgen)[5]